# تريكسي ماتيل
برايان مايكل فيركوس (مولود في 28 أغسطس 1989 )، المعروف بإسمه المسرحي تريكسي ماتيل (بالإنجليزية: Trixie Mattel)‏ ، هو دراق كوين، مغني، مؤلف أغاني، كوميدي، وشخصية تلفزيونية معروفه من ميلووكي ، ويسكونسن. اشتهرت ماتيل بالمنافسة في الموسم السابع من روبول دراق ريس وللفوز بالموسم الثالث لـ روبول دراق ريس: أول ستارز، بالإضافة إلى الظهور على سلسلة الويب الكوميدية The Trixie & Katya Show جنباً إلى جنب مع الدراق كوين كاتيا زامولودتشيكوڤا. أصدرت ماتيل أول ألبوم لها Two Birds في عام 2017 يليه ألبومها الثاني One Stone في عام 2018.

## بدايته
ولد فيركوس في ميلووكي ، ويسكونسن  هو ابن عائلة أمريكية من السكان الأصليين حيث ينحدر من قبائل Ojibwe. نشأ اسمه تريكسي من زوج والدته المعنف الذي كان يطلق عليه (Trixie) كتحقير له عندما كان يتصرف بشكل أنثوي اما ماتيل فهو على اسم شركة الألعاب ماتيل المصدرة لدمية باربي فتريكسي تصف نفسها بـ دمية باربي حقيقية. بعد تخرجه من المدرسة الثانوية إلتحق فيركوس بجامعة ويسكونسن ميلووكي حيث تعرف على فن الدراق أثناء أداءه في إحدى المسرحيات.
قام أول مرة في العرض كـ دراق كوين في عام 2008، في إحدى النوادي الليلية في ميلووكي واصبح من أشهر دراق كوينز ميلووكي بينما كان يؤدي في شيكاغو أيضاً  في عام 2014 إلتحقت تريكسي بمعهد Aveda Corporation المتخصص في مستحضرات التجميل إلا إنها تركته في وقت لاحق من العام نفسه للمشاركة في روبول دراق ريس.

## حياته الفنية
روبول دراق ريس
تنافست ماتيل في الموسم السابع من البرنامج عرضت اولى حلقات الموسم في 2 مارس 2015. تم إقصاؤها بشكل مثير للجدل في الحلقة الرابعة قبل إعادتها إلى المنافسة في الحلقة الثامنة ، حيث فازت بتحدي «التوأمان الملتصق» مع بيرل لييزون. تم إقصاء ماتيل مرة أخرى في الحلقة العاشرة مما أدى إلى حلولها في المرتبة السادسة في المنافسة. كانت أول متسابقة تعود إلى المنافسة ولا يتم إقصاءها في الحلقة التالية.
وفي وقت لاحق عادت ماتيل للموسم الثالث من روبول دراق ريس: أول ستارز الذي بدأ بثه في 25 يناير 2018. وتوجت ماتيل باللقب في نهاية الموسم في 15 مارس 2018 ، حيث صوّت لها منافسوها على التقدم إلى النهائي الثاني حيث فازت على وصيفتها كينيدي دافنبورت في التحدي الأخير.
مشاريع أخرى
بعد ظهورها على روبول دراق ريس ظهرت ماتيل في سلسلة الويب الكوميدية UNHhhh على قناة WOWPresents مع زميلتها في الموسم السابع كاتيا زامولودتشيكوڤا. ثم شارك الثنائي في بطولة The Trixie & Katya Show والذي عرض لأول مرة على فيسلاند في 15 نوفمبر 2017. وفي تشرين الثاني 2017 قدم الثنائي نسختهم المعدله من فيلم Romy and Michele's High School Reunion على خشبة الدراق باسم Trixie and Katya's High School Reunion.

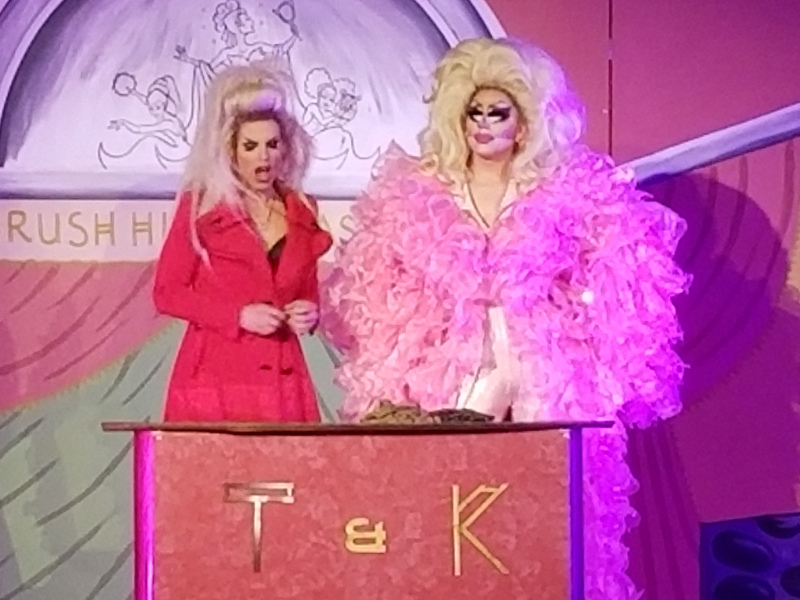
تريكسي ماتيل و كاتيا زامولودتشيكوفا في عرض Trixie And Katya’s High School Reunion في عام 2017

تجولت ماتيل في أنحاء العالم بعرضها الكوميدي الذي يحمل اسم "Ages 3 and Up". وقد قامت أيضًا بجولة "Harers Roast: The Shady Tour" مع مجموعة دراق كوينز اخريات من روبول دراق ريس. في فبراير عام 2018 أعلنت جولتها الكوميدية "Now with Moving Parts" التي بدأت في ابريل 2018. في اكتوبر عام 2017 ، دخلت ماتيل على منصة ألعاب الفيديو الحية تويتش في بث حي مع 8BitDylan لجمع الأموال لمؤسسة GaymerX لدعم لاعبو الفيديو المثليين.
الموسيقى
أصدرت ماتيل ألبوم أغاني شعبية / كانتري ميوزك باسم Two Birds في مايو 2017. وتم إصدار ألبومها الثاني One Stone في 15 مارس عام 2018 في نفس ليلة نهائي روبول دراق ريس: أول ستارز.

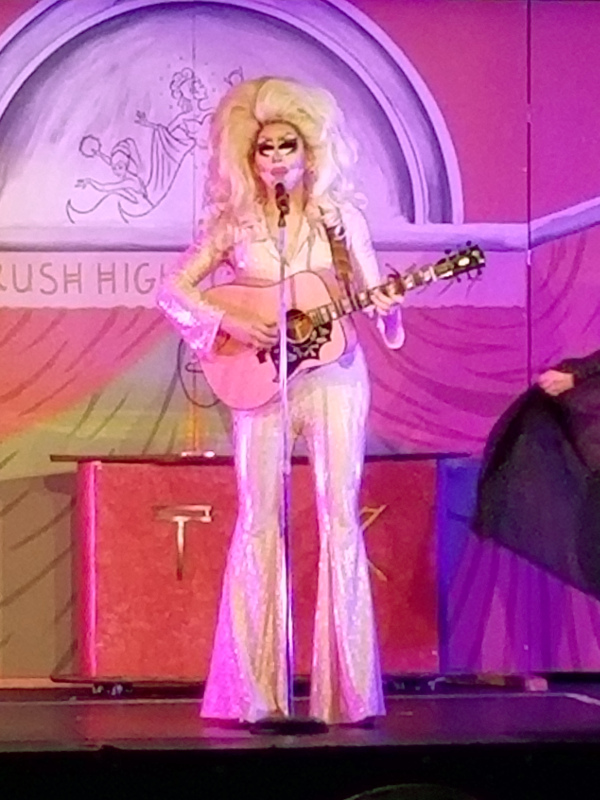

في حديثها مع مجلة رولينغ ستون أدرجت ماتيل جون كارتر كاش ودوللي بارتون كمغنين ألهموها وأثروا فيها وذكرت أنها نشأت على موسيقى جورج جونز وكونواي تويتي وجوني كاش. وهي من محبي كل من جاسون إيسبيل وكيسي موسغريفز.

## الجولات
(Ages Three And Up (2015–2017
(Now With Moving Parts Tour (2018
(Supper Bowl Cut (2018
(Skinny Legand Tour (2018

## روابط خارجية
- تريكسي ماتيل على موقع IMDb (الإنجليزية)
- تريكسي ماتيل على موقع ميوزك برينز (الإنجليزية)
- تريكسي ماتيل على موقع أول ميوزيك (الإنجليزية)
- تريكسي ماتيل على موقع ديسكوغز (الإنجليزية)
- تريكسي ماتيل على موقع قاعدة بيانات الفيلم (الإنجليزية)